# اقتصاد کینزی
اقتصاد کِینزی (به انگلیسی: Keynesian economics) یا کِینزی‌گرایی (به انگلیسی: Keynesianism) نظریه‌ای در اقتصاد کلان است که بر مبنای ایده‌های اقتصاددان انگلیسی، جان مینارد کینز بنا شده‌است. اقتصاددانان کینزی‌گرا با این استدلال که تصمیمات بخش خصوصی گاه ممکن است منجر به نتایجی غیرکارا در اقتصاد کلان شود، از سیاست‌گذاری فعال دولت در بخش عمومی حمایت می‌کنند. به عنوان مثال کینزی‌گراها از سیاست‌های پولی اعمال شده توسط بانک مرکزی یا سیاست‌های مالی حکومت به منظور پایدار کردن چرخه تجاری حمایت می‌کنند.
متعاقباً، اصطلاح «اقتصاد کینزی» برای اشاره به این مفهوم به کار می‌رفت که عملکرد اقتصادی مطلوب به‌وسیله تأثیرگذاری بر تقاضای کل از طریق تثبیت فعالیت‌های اقتصادی دولت و همین‌طور اتخاذ سیاست‌های مداخله‌جویانه دولت در اقتصاد قابل دستیابی بود. اقتصاد کینزی به عنوان نظریهٔ «بخش تقاضا» در نظر گرفته می‌شود که بر تغییرات کوتاه‌مدت اقتصاد تمرکز دارد.
کینزگرایی ملی، نوعی سیاست اقتصادی-سیاسی است که در تلاش است در درون نظام سرمایه‌داری با ارائه مجموعه‌ای خدمات رفاهی-اجتماعی و کنترل نسبی اقتصاد توسط دولت از بروز بحران‌های ادواری و غیرادواری نظام اقتصادی سرمایه‌داری جلوگیری کند.
جمله معروف کینز خطاب به کلاسیک ها:"ما در بلند مدت مرده ایم"

## خاستگاه
در ۱۹٣۰ ایالات متحده آمریکا دست‌خوش بحران اقتصادی شد و رکود گسترش یافت. طی این بحران که رکود بزرگ خوانده می‌شد با ترکیدن حباب سوداگری مالی، تولید صنعتی بین سال‌های ۱۹۲۹ تا ۱۹۳۲، ۴۸ درصد سقوط کرد. کینزگرایی ملی واکنشی به درد و رنج ناشی از رکود بزرگ و در نتیجه طرد گرایش‌های ارتدوکس بازارهای آزاد یا اقتصادهای آزاد اولیه بود. رکود بزرگ اعتماد به نفس طبقهٔ حاکم را به هم ریخت و مسائلی بنیادی دربارهٔ ثبات سرمایه‌داری بی‌ضابطه مطرح کرد. در قارهٔ اروپا، اهل صنعت با فاشیست‌ها همکاری کردند و در همان حال کمونیست‌ها و سوسیالیست‌ها فعالانه به مقاومت در برابر نازیسم پرداختند. در پایان جنگ جهانی اول، کارگران و نیروی‌های سیاسی چپ از اعتبار زیادی برخوردار شده بودند و برای آنکه به نیروی سیاسی عمده‌ای در حکومت پس از جنگ تبدیل شوند، دست به سازماندهی زدند. دولت مشارکتی سوسیال دموکرات که بر سیاست‌های رفاهی تأکید زیادی داشت، در واقع اقدامی برای مقابله با حمایت کارگران از نیروهای سیاسی چپ بود تا با دادن امتیازاتی ناگزیر از قدرت گرفتن جنبش‌های ضدسرمایه‌داری جلوگیری کند. کینزگرایی ملی پایه و بنیادی را برای ساختاری از حاکمیت پی ریخت که در آن رشد سود و سطح بالاتر زندگی با یکدیگر همزیستی داشتند. قهرمانان ملی مورد حمایت قرار گرفتند و یارانه دریافت کردند و ابزارهای کنترلی سرمایه حفظ شد. در ژاپن، و بعدها در کشورهای آسیای شرقی، نظام مشارکتی بدون حضور کارگران تحت شرایط سیاسی خودکامه‌تری ظهور کرد. این کشورها توسعه با حمایت دولت را با مجموعه‌ای متفاوت از نیروهای طبقاتی مسلط در این اقتصادها پیش بردند. راهبرد اقتصادی توزیع درآمد و شبکهٔ تأمین اجتماعی نقش اقتصادی دولت را در اروپا و تا حد کمتری در امریکا در دهه‌های پس از جنگ جهانی دوم دست کم تا اواخر دههٔ ۱۹۶۰ تعریف می‌کرد.
اقتصاد کینزی به عنوان الگوی اقتصادی استاندارد در کشورهای توسعه یافته و بعد از رکود بزرگ، جنگ جهانی دوم و رشد اقتصادی پس از جنگ (۱۹۷۳-۱۹۴۵) به کار گرفته شد. اگرچه به دنبال شوک نفتی و نتایج رکود تورمی سال ۱۹۷۰ بخشی از تاثیرات خود را از دست داد.
ظهور بحران مالی ۲۰۰۸–۲۰۰۷ باعث تجدید نظر در اندیشه‌‌های كینزی شد، كه آن را به عنوان اقتصاد نئو-کینزی می شناسیم. اقتصاددانان کینزی به طور کلی استدلال می‌کنند که از آن‌جا که تقاضای کل بی‌ثبات و ناپایدار است، یک بازار اقتصادی اغلب نتایج ناکارآمد کلان اقتصادی را در قالب رکود اقتصادی (هنگامی که تقاضا کم است) و تورم (هنگامی که تقاضا زیاد است) تجربه می‌کند. آن‌ها معتقدند که با واکنش و پاسخ‌های سیاست اقتصادی می‌توان چنین مواردی را کاهش داد. به ویژه، اقدامات سیاست پولی توسط بانک مرکزی و اقدامات سیاست مالی توسط دولت، که می تواند به تثبیت بازده در چرخه تجارت کمک کند.
اقتصاددانان کینزی عموماً از یک اقتصاد بازار مدیریت شده حمایت می‌کنند. اقتصادی که عمدتا بر مبنای فعالیت بخش خصوصی شکل می‌گیرد، اما دولت نقشی فعال برای مداخله در زمان بحران یا رکود اقتصادی  بر عهده دارد.

## زمینه‌های تاریخی

### اقتصاد کلان پیش از کینزی‌
مطالعهٔ عواملی که بر کل اقتصاد اعمال می‌شوند، مانند سطح کلی قیمت، نرخ بهره و سطح اشتغال، اقتصاد کلان نامیده می‌شود.
سنت کلاسیک نظریهٔ تعادل جزئی اقتصاد را به بازارهای جداگانه تقسیم کرد، که هر یک از شرایط تعادل آن می‌تواند به عنوان یک معادلهٔ واحد تعیین کنندهٔ یک متغیر واحد بیان شود. دستگاه نظری منحنی‌های عرضه و تقاضا که توسط فلمینگ جنکین (به انگلیسی: Fleeming Jenkin) و آلفرد مارشال ایجاد شده است، مبنای ریاضی واحدی را برای این رویکرد فراهم می کند، که مکتب لوزان (به انگلیسی: Lausanne school) آن را به نظریه تعادل عمومی تعمیم داد.
تئوری‌های جزئی مربوط برای اقتصاد کلان عبارت بودند از تئوری کمی تعیین سطح قیمت، نظریه کلاسیک نرخ بهره و شرطی پیرامون اشتغال که کینز از آن به عنوان «اولین فرضیهٔ اقتصاد کلاسیک» یاد کرده است و در قالب نظریه عمومی اشتغال، بهره و پول در قرن نوزدهم میلادی توسعه یافته است. کینز به دنبال الغاء هر سه جنبهٔ نظریه کلاسیک و جایگزینی آن با نظریاتی جدید بود.

### پیشگامان کینزی‌گرایی
اگرچه کار کینز با ظهور رکود بزرگ شکل داده شد و این بحران بود که به کار او انگیزه بخشید، اما در واقع بخشی از بحث و گفتگویی طولانی در علم اقتصاد دربارهٔ موجودیت و ماهیت پیشی گرفتن عرضه بر تقاضا بود. تعدادی از سیاست‌های کینز (به ویژه هزینه‌های کسری بودجه دولت در زمان سرمایه‌گذاری پایین بخش خصوصی) و بسیاری از ایده‌های نظری او مانند نظریهٔ «تقاضای مؤثر»، «نظریهٔ ضریب فزاینده»  و «نظریهٔ تضاد صرفه جویی» که برای حل مشکلات رکود بزرگ ارائه شد توسط نویسندگان مختلف در قرن نوزدهم و اوایل قرن بیستم میلادی توسعه داده شد و پیش رفت. مشارکت بی‌مانند کینز، ارائهٔ یک تئوری عمومی دربارهٔ این مسائل بوده است.
پیشرو فکری اقتصاد کینزی ، تئوری های تحت فرض (انگلیسی:Under-consumption theories) در رابطه با جان لا (انگلیسی:john law) و توماس مالتوس (انگلیسی:Thomas Robert Malthus) دانشکده بیرمنگام توماس اتودوود و اقتصاددانان آمریکایی ویلیام تروفانت فاستر و وادیل کچینگز بودند که در دهه های 1920 و 1930 تأثیرگذار بودند. طرفداران این تئوری مانند کینز پس از آنها، نگران شکست تقاضای کل برای دستیابی به بازده بالقوه بودند و این تئوری را «خرید کالا و خدمات در سطح پایین تر از میزان عرضه آنها»  (تمرکز روی طرف تقاضا) خواندند، نه تولید بیش از حد (که در سمت عرضه متمرکز است) و همچنین طرفداری ازوجود آزادی در تجارت مورد نظر آنها بود. کینز به طور خاص در نظریه عمومی در مورد خرید کالا و خدمات در سطح پایین‌تر از میزان عرضه آن‌ها (که کتاب  under-consumption  با این عنوان نوشت) در فصل 22 بخش 4 و فصل 23 بخش 7 بحث کرده است.
مفاهیم بیشماری در اوایل و به طور مستقل از کینز توسط مدرسه استکهلم در دهه 1930 توسعه داده شد. این دستاوردها در مقاله ای در سال 1937 که در پاسخ به نظریه عمومی 1936 منتشر شده بود شرح داده شد، و اکتشافات سوئدی ها را به اشتراک گذاشت.
پارادوکس پیشرفت یا بیان مغایر صرفه جویی در سال 1892 توسط جان ام رابرتسون در کتاب تناقض خست (انگلیسی:Fallacy of Saving) به شکلهای قبلی توسط اقتصاددانان مرکانتیلیست از قرن شانزدهم بیان شد، و احساسات مشابه مربوط به دوران باستان است.

### نوشته های اولیه کینز
در سال 1923 کینز اولین همکاری خود را در تئوری اقتصادی با عنوان تاریخچه اصلاح سیستم پولی (انگلیسی:A Tract on Monetary Reform)منتشر کرد که دیدگاه وی کلاسیک است اما ایده هایی را شامل می شود که بعداً در تئوری عمومی نقش ایفا کردند. به طور خاص با نگاهی به نرخ بالای تورم در اقتصادهای اروپا او به هزینه فرصت نگه داشتن پول (که با تورم به جای بهره مشخص می شود) و تأثیر آن بر سرعت گردش توجه کرد.
در سال 1930 او رساله پول را منتشر کرد که در نظر گرفته شده است  به عنوان یک درمان جامع از موضوع آن که قدر او را به عنوان یک محقق جدی آکادمیک تأیید می کند، نه فقط به عنوان نویسنده با بحث و جدل های نیش دار و گزنده، و گامی بزرگ در جهت دیدگاه های خود بر می دارد. در آن او بیکاری را به چسبندگی دستمزد نسبت می دهد و پس انداز و سرمایه گذاری را طبق تصمیمات مستقل اداره می کند: اولی با نرخ بهره متفاوت است و دومی با نرخ بهره منفی است. سرعت گردش به عنوان تابعی از نرخ بهره بیان شده است. او نظریه قابلیت تبدیل به پول را دلالت بر یک نظریه صرفاً پولی در مورد بهره تفسیر میکند.
همكاران جوان كینز از سیرك كمبریج و رالف هاوتری معتقد بودند كه استدلالهای وی به‌طور ضمنی اشتغال كامل را به خود می گیرد و این تاثیر مسیر بعدی کار او است را تحت تأثیر كار بعدی خود قرار می دهد. در طول سال 1933 او مقالاتی در باب موضوعات مختلف اقتصادی نوشت که همگی از نظر حرکت تولید به عنوان یک کل مطرح می شوند.

### توسعه تئوری عمومی
در زمانی که کینز تئوری عمومی اشتغال، بهره و پول را نوشت، این اصول اصلی تفکر اقتصادی بوده است که اقتصاد به طور خودکار به حالت تعادل عمومی برگردد. فرض بر این بوده است که زیرا نیازهای مصرف کنندگان همیشه بیشتر از ظرفیت تولید کنندگان برای برآوردن این نیازها است سرانجام هرچه تولید می شود همین که قیمت مناسب برای آن پیدا شود مصرف می شود. این آگاهی در نوشته های دیوید ریكاردو منعكس شده است که بیان می کند افراد به گونه ای تولید می کنند که می توانند کالای تولید شده خود را مصرف کنند یا محصولات و تولیدات خود را بفروشند تا بتوانند محصولات و تولیدات شخص دیگری را خریداری کنند. این استدلال بر این فرض استوار است که اگر مازاد کالا یا خدمات وجود داشته باشد آنها به طور طبیعی قیمت را کاهش می دهند تا جایی که مصرف شوند. 
با توجه به زمینه های بیکاری بالا و مداوم در دوران رکود بزرگ، کینز اظهار داشت که هیچ تضمینی وجود ندارد که کالاهایی که افراد تولید می کنند با تقاضای مؤثر کافی برآورده شوند و دوره های بیکاری زیاد را می توان پیش بینی کرد، به ویژه هنگامی که اقتصاد در حال مقاطعه کاری بود. وی اقتصاد را ناتوان از حفظ خود در اشتغال كامل دانست و معتقد است كه لازم است دولت قدم بردارد و از طریق هزینه های دولت قدرت خرید را به دست جمعیت كارگر بگذارد. بنابراین؛ براساس نظریه کینزی، برخی اقدامات خرد اقتصادی خردمندانه مانند عدم سرمایه گذاری پس انداز در کالاها و خدمات تولید شده توسط اقتصاد اگر به‌صورت جمعی توسط بخش بزرگی از افراد و کارخانه ها تجارت خانه ها صورت گیرد می تواند به نتایجی منجر شود که در آن اقتصاد زیر تولید و نرخ رشد بالقوه خود عمل کند.
پیش از کینز وضعیتی که تقاضای کل برای کالاها و خدمات را تأمین نکند توسط اقتصاددانان کلاسیک به عنوان یک اشباع عمومی یاد می شد، اگرچه در مورد اینکه آیا امکان اشباع عمومی وجود دارد اختلاف نظر وجود داشت. کینز استدلال کرد که وقتی اشباع رخ داد واکنش بیش از حد تولیدکنندگان و اخراج کارگران بود که منجر به کاهش تقاضا شده و این مشکل را تداوم بخشیده شده است. بنابراین؛ کینزی ها از سیاست های تثبیت فعال برای کاهش نوسان چرخه تجارت، که در بین جدی ترین مشکلات اقتصادی قرار دارند، طرفداری و دفاع می کنند. طبق این تئوری، هزینه های دولت می تواند برای افزایش تقاضای کل از این طریق افزایش فعالیت اقتصادی، کاهش بیکاری و کاهش نرخ بهره (تقلیل قیمت ها) استفاده شود.

## زوال
قدرت در حال رشد بازارهای سرمایه‌ای بین‌المللی، راهبرد کینزگرایی ملی توزیع درآمد و شبکهٔ تأمین اجتماعی را تضعیف کرد. پس از مدتی، این راهبرد در همهٔ سطوح ملی، منطقه‌ای و محلی فشارهایی را بر دولت وارد آورد تا اشکال نولیبرالی سازماندهی را در پیش گیرد. از اواخر دههٔ ۱۹۶۰ که اقتصادهای اروپای غربی و ژاپن از ویرانی‌های زمان جنگ بهبود یافته و در بازارهای جهانی به رقابت فزاینده پرداخته بودند، فرایند فرسایش راهبرد کینزی بیش از پیش مشهود بود. انباشت سرمایه به تمرکز و تراکم قدرت اقتصادی منجر شد و شرکتها اقتصادهای محلی را پشت سر گذاشتند و به فراسوی مرزهای ملی خود گسترش یافتند.
شرکت‌های فراملیتی آمریکایی، رهبری این جریان را بدست گرفتند و چند کشور عمدهٔ سرمایه‌داری نیز از آن پیروی کردند و همراه با آن نهادهای مالی بین‌المللی هم رشد کرد. از آنجا که سرمایه در جستجوی آزادی حرکت در سطح جهانی بود، بنیاد مادی کینزگرایی ملی با فروپاشی ائتلاف سیاسی حکومت مشارکتی اروپا و اتحاد هژمونیک لیبرال‌های حزب دموکرات و کارگران در آمریکا تضعیف شد. سرمایهٔ جهانی در تکاپوی آزادی سرمایه‌گذاری و بازار آزاد و تولید در گسترهٔ سیارهٔ زمین بود.